# 馬爾他友好城市或姐妹城市列表

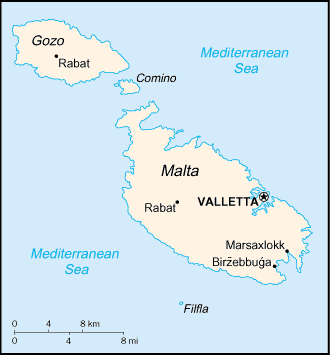
馬爾他地圖

本列表為有跟馬爾他市镇結為友好城市（通常為歐洲城市）或姐妹城市（通常為其他地方的城市）的外國城市列表。

## A
阿塔爾德
- 法國埃朗庫爾
- 義大利皮耶韋埃馬努埃萊

## B
比爾基卡拉
- 義大利格羅塞托

比爾古
- 義大利貝爾維
- 法國聖特羅佩

## F

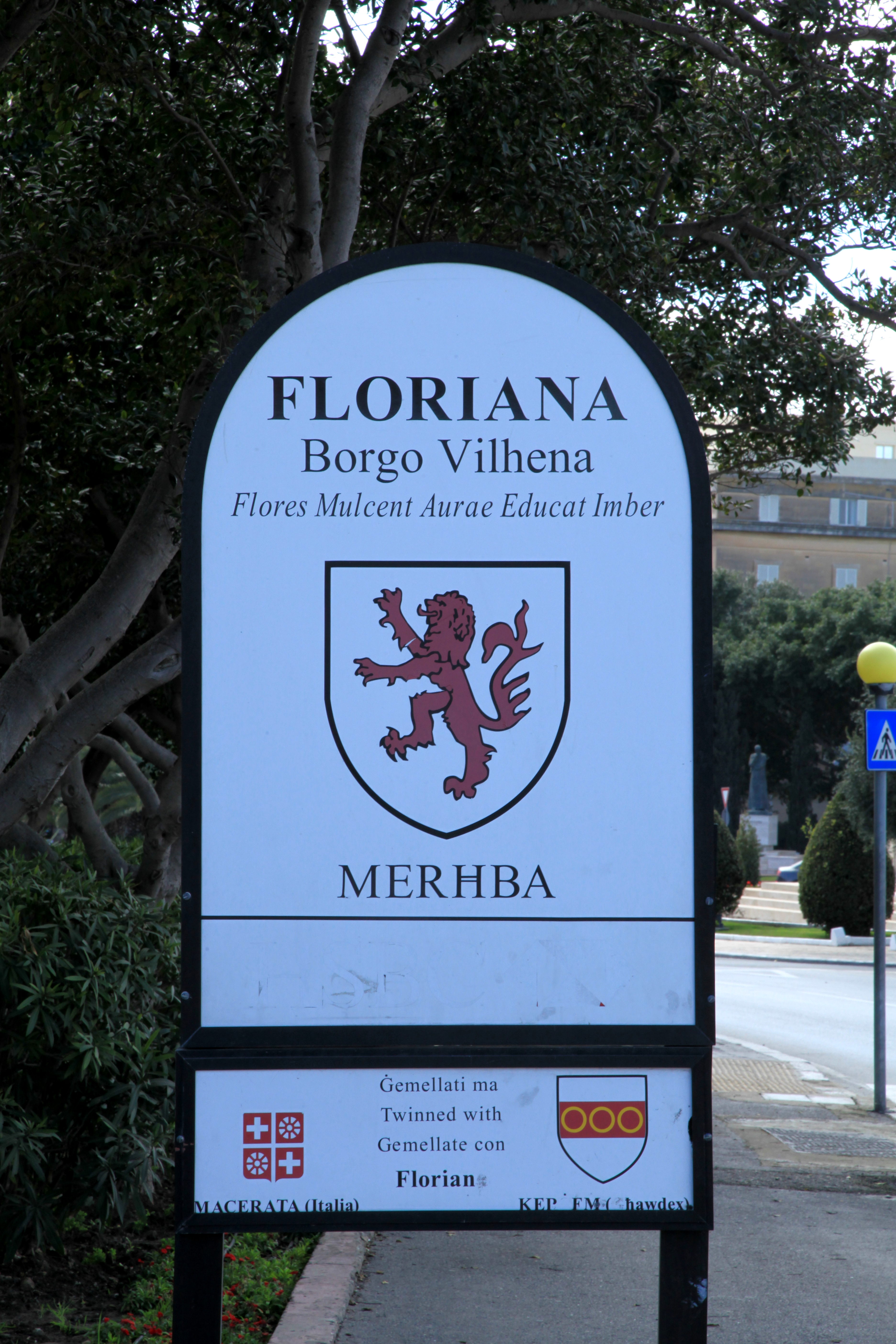
弗洛里亞納友好城市標誌

弗洛里亞納
- 義大利馬切拉塔

## G
艾因西萊姆
- 巴勒斯坦伯利恆
- 義大利托爾法

阿尔卜
- 義大利卡斯楚利貝羅
- 義大利馬薩夫拉
- 西班牙托伦特
- 義大利托爾托納

阿斯里
- 奧地利奧滕施拉格

格济拉
- 波蘭瓦烏布日赫

## H
哈姆倫
- 義大利希拉

## K
卡爾卡拉
- 義大利克雷斯佩拉諾

基爾科普
- 法國鲁塞

## M
馬爾薩
- 英國英格蘭布里奇沃特

馬爾薩斯卡拉為歐盟城鎮潔隊協會杜澤拉吉協會的成員之一：
- 賽普勒斯阿格羅斯（英语：Agros, Cyprus）
- 西班牙阿爾特阿
- 芬蘭阿西卡拉
- 德國巴特克茨廷
- 義大利貝拉焦
- 愛爾蘭班多蘭（英语：Bundoran）
- 波蘭霍伊纳市镇（英语：Gmina Chojna）
- 法國格朗維爾
- 丹麥霍爾斯特布羅市鎮
- 比利時烏法利茲
- 奧地利尤登堡
- 匈牙利克塞格
- 荷蘭梅爾森
- 盧森堡下安文
- 瑞典烏克瑟勒松德市鎮
- 希臘普雷韋扎
- 立陶宛羅基什基斯區
- 克羅埃西亞羅維尼
- 葡萄牙塞新布拉
- 英國英格蘭舍伯恩
- 拉脫維亞錫古爾達市鎮
- 羅馬尼亞錫雷特
- 斯洛維尼亞什科菲亞洛卡市鎮
- 捷克共和國蘇希采
- 保加利亞特里亞夫納市鎮
- 愛沙尼亞蒂里
- 斯洛伐克茲沃倫

马尔萨什洛克
- 義大利卡德奧

姆迪納
- 西班牙薩拉戈薩

梅利哈
- 德國阿德瑙
- 賽普勒斯聖納帕
- 義大利卡夫里利亞

姆贾尔
- 義大利马蒂

莫斯塔
- 美國密尔布瑞
- 義大利拉古薩

蒙沙尔
- 義大利拉加爾納

## N
纳杜尔為歐洲農村社區憲章（歐盟城市結對協會）的成員之一。 除此之外該城市另有兩個友好城市
歐洲農村社區憲章成員
- 西班牙比恩貝尼達
- 比利時比耶夫爾
- 義大利布奇內
- 愛爾蘭卡舍爾
- 法國錫塞
- 英國英格蘭德斯伯勒（英语：Desborough）
- 荷蘭埃施（英语：Esch, Netherlands）
- 德國黑普施泰特
- 羅馬尼亞伊伯內什蒂鄉
- 拉脫維亞坎達瓦市鎮
- 芬蘭坎努斯
- 希臘科林兹罗斯（英语：Kolindros）
- 奧地利拉塞
- 斯洛伐克梅澤夫
- 斯洛維尼亞摩拉夫切
- 丹麥奈斯特韋茲市鎮
- 匈牙利納吉琴克（英语：Nagycenk）
- 瑞典奧克爾布市鎮
- 賽普勒斯帕諾雷夫卡拉（英语：Pano Lefkara）
- 愛沙尼亞珀爾瓦
- 葡萄牙索雷
- 保加利亞斯利沃波萊市鎮
- 捷克共和國斯塔利波德沃羅夫（英语：Starý Poddvorov）
- 波蘭格米納斯特日茹夫（英语：Gmina Strzyżów）
- 克羅埃西亞蒂斯諾（英语：Tisno）
- 盧森堡特魯瓦維耶日
- 立陶宛扎加雷

其他
- 義大利巴韋諾
- 義大利奇恰諾

納沙爾
- 義大利巴韋諾
- 義大利奇恰諾

## P
保拉
- 義大利卡爾奇納亞

彭布羅克
- 英國威爾斯彭布羅克
- 英國威爾斯彭布羅克碼頭（英语：Pembroke Dock）
- 義大利羅卡盧梅拉

## Q
加拉
- 義大利馬爾法
- 義大利蘭恰諾
- 義大利萊尼
- 義大利聖瑪麗娜-薩利納

## R
拉巴特
- 義大利塔爾奎尼亞

## S
聖保羅灣城
- 希臘阿吉奧斯帕夫洛斯（英语：Agios Pavlos, Thessaloniki）

聖季萬
- 義大利蒙雷阿萊

聖勞倫斯
- 義大利科萊溫貝爾托

桑纳特
- 義大利皮索尼亞諾

圣卢西亚
- 義大利卡倫蒂尼
- 義大利加比亞諾
- 中華人民共和國姑蘇區

聖韋內拉
- 義大利奧爾維耶托

森格萊阿
- 義大利卡西諾
- 立陶宛扎拉賽區

錫傑維
- 義大利維多利亞

斯利馬
- 波蘭比亞維斯托克
- 英國英格蘭哈特爾浦

斯維吉
- 義大利陶爾米納

## T
塔爾欣
- 保加利亞大特爾諾沃市

## V
瓦莱塔
- 義大利科爾托納[42]
- 義大利巴勒莫[43]
- 斯洛維尼亞皮蘭[44]
- 義大利比薩[45]
- 希臘羅得[46]

維多利亞
- 義大利尼凱利諾

## X
沙拉
- 法國舍韋涅[48]
- 義大利奇薩諾-貝加馬斯科[49]
- 匈牙利孔聖米克洛什[50]
- 義大利奧菲達[51]

绍基亚
- 義大利卡斯泰爾韋內雷
- 義大利莫迪卡
- 義大利帕基諾

沙伊拉
- 義大利科萊托爾托
- 波蘭格米納佩爾普林（英语：Gmina Pelplin）

## Z
扎巴爾
- 德國埃施博恩
- 義大利維拉巴泰

澤布季 (馬爾他島)
- 義大利阿吉拉

澤布季 (戈佐島)
- 義大利馬萊托

榟橔
- 義大利切拉諾
- 西班牙托西納

祖里格
- 德國安格爾明德
- 聖馬力諾博爾戈馬焦雷
- 賽普勒斯居澤爾尤爾特